# Muzeum Järvamaa
Muzeum Järvamaa (est. Järvamaa Muuseum) – muzeum okręgowe w miejscowości Paide (pol. Biały Kamień) w Estonii (prowincja Järvamaa) prezentujące kolekcję dotyczącą kultury i historii powiatu i okolic.

## Historia
Placówka jest jednym z najstarszych muzeów okręgowych na terytorium Estonii. Pierwszy wpis do księgi gości Towarzystwa Ochrony Zabytków w Paide (powstałego z inicjatywy Niemców bałtyckich), pochodzi z 31 lipca 1905 i dzień ten jest traktowany jako początek oficjalnej działalności obecnego muzeum. Przez wiele dziesięcioleci kolekcja prezentowana była w różnych lokalizacjach. W latach 50. XX wieku umieszczono ją w budynku dawnej kliniki weterynaryjnej w parku Paide Lembitu i udostępniono zwiedzającym w 1956. 

## Kolekcja
Muzeum posiada ponad 78 000 eksponatów (duża część z nich została zdigitalizowana). Wystawa stała podzielona jest na sale tematyczne. Obejmuje zabytki archeologiczne, eksponaty przyrodnicze, zrekonstruowane wnętrze apteki z Paide (XVIII wiek), pokój dworski, pomieszczenie rzemieślnika z początku XX wieku, pokój intelektualisty z lat 60. XX wieku, pamiątki związane z życiem kulturalnym i edukacją, a także życiem gospodarczym na początku XX wieku oraz kącik fotograficzny ze zdjęciami z lat 70. XX wieku. Muzeum dysponuje najstarszym w Estonii dagerotypem. W placówce systematycznie organizowane są wystawy czasowe, prelekcje, lekcje muzealne oraz wycieczki z przewodnikami. 